# L'idolo del male
L'idolo del male (Juggernaut) è un film del 1936 diretto da Henry Edwards.
Film giallo di produzione britannica che ha come protagonista Boris Karloff.

## Trama
Una bella signora, sposata ad un uomo troppo vecchio ma molto ricco, lo tradisce con un giovane capitano. Volendo disfarsi del coniuge, assolda un medico al quale sono stati tagliati i fondi per le sue ricerche per uccidere il marito.

## Produzione
Il film fu prodotto dalla Julius Hagen Productions, una compagnia attiva dal 1927 al 1938 che, in una decina d'anni, produsse ventisette pellicole.

## Distribuzione
Distribuito dalla Wardour Films, il film fu presentato in prima a Londra l'8 settembre 1936. Per la pellicola venne usato anche il titolo The Demon Doctor. Uscì poi il 30 aprile 1937 anche negli Stati Uniti, distribuita dalla Grand National Pictures. In Italia, fu ribattezzata L'idolo del male.